# Северо-центральная часть штата Парана (мезорегион)

Северо-центральная часть штата Парана на карте.

Северо-центральная часть штата Парана (порт. Mesorregião do Norte Central Paranaense) — административно-статистический мезорегион в Бразилии, входит в штат Парана. Население составляет 2 037 183 человека (на 2010 год). Площадь — 24 555,759 км². Плотность населения — 82,96 чел./км².

## Демография
Согласно сведениям, собранным в ходе переписи 2010 г. Национальным институтом географии и статистики (IBGE), население мезорегиона составляет:
| Полное население                            | Полное население                            | Полное население                            | Полное население                            | 2 037 183 |
| ------------------------------------------- | ------------------------------------------- | ------------------------------------------- | ------------------------------------------- | --------- |
| в том числе:                                | Городское население                         | 1 866 574                                   | Процент городского населения, %             | 91,63     |
|                                             | Сельское население                          | 170 609                                     | Процент сельского населения, %              | 8,37      |
|                                             | Мужское население                           | 994 364                                     | Процент мужского населения, %               | 48,81     |
|                                             | Женское население                           | 1 042 819                                   | Процент женского населения, %               | 51,19     |
| Плотность населения, чел/км²                | Плотность населения, чел/км²                | Плотность населения, чел/км²                | Плотность населения, чел/км²                | 82,96     |
| Население мезорегиона в % к населению штата | Население мезорегиона в % к населению штата | Население мезорегиона в % к населению штата | Население мезорегиона в % к населению штата | 19,50     |

## Статистика
- Валовой внутренний продукт на 2003 год составляет 15 974 360 559,00 реалов (данные: Бразильский институт географии и статистики).
- Валовой внутренний продукт на душу населения на 2003 год составляет 8389,50 реалов (данные: Бразильский институт географии и статистики).
- Индекс развития человеческого потенциала на 2000 год составляет 0,792 (данные: Программа развития ООН).

## Состав мезорегиона
В мезорегион входят следующие микрорегионы:
1. Асторга
2. Фашинал
3. Флораи
4. Ивайпоран
5. Лондрина
6. Маринга
7. Порекату